# Tamela
Tamela là một chi bướm ngày thuộc họ Bướm nâu.